# Линейные корабли типа «Андреа Дориа»
«Андреа Дориа» — тип линейных кораблей итальянского флота, улучшенный вариант типа «Конте ди Кавур». Построено 2 единицы: «Андреа Дориа» и «Кайо Дуилио».

## Конструкция

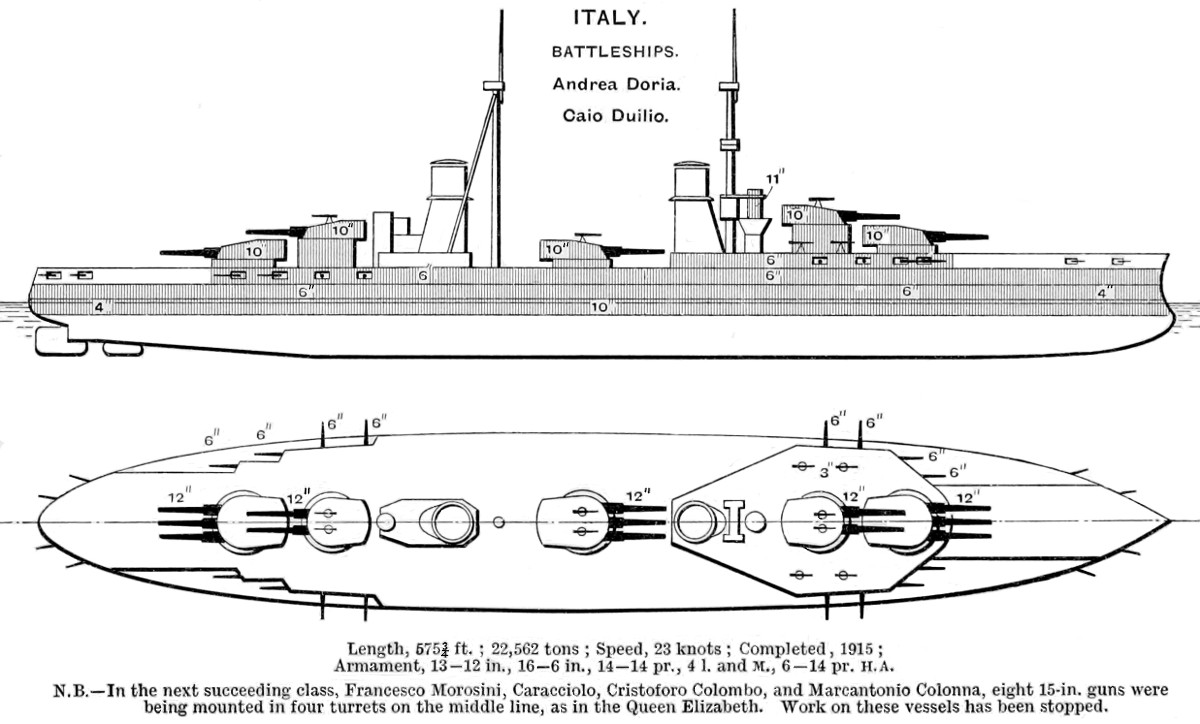
Линейные корабли типа «Андреа Дориа» Схема 1923 год

Корабли типа «Андреа Дориа» в основном повторяли своих предшественников — тип «Конте ди Кавур», но несли ряд существенных отличий.
Хотя общее расположение осталось прежним, конструкторы отказались от полной симметричности носовой и кормовой части и разместили фок-мачту перед дымовой трубой. 
Полубак стал короче — он оканчивался сразу за передней трубой. В нём размещались передние батареи противоминного калибра. Кормовые батареи были перенесены на ярус ниже, под верхнюю палубу. Также на ярус ниже была опущена центральная башня главного калибра. Благодаря этому центр тяжести корабля снизился, что улучшило остойчивость, однако низкорасположенные противоминные орудия стали сильнее забрызгиваться водой. Кроме того, уменьшение полубака привело к сокращению числа кают и соответственному ухудшению обитаемости.
Линкоры типа «Андреа Дориа» имели 20 котлов — 12 смешанного и 8 нефтяного отопления, запас угля — 1476 тонн, нефти — 845 тонн. Дальность плавания на полном ходу (21,5 узла) — 1000 миль, на экономичном (10 узлов) — 4800 миль.

### Артиллерия
Орудия главного калибра — 305 мм — были расположены в трёх трёхорудийных башнях и в двух возвышенных двухорудийных, дальность стрельбы орудий ГК — 24,8 км, боезапас — 70 снарядов на ствол, то есть всего 910 снарядов. Вперёд и назад могли стрелять по 5 орудий, на борт — все 13.
Противоминный калибр включал 16 орудий калибра 152 мм (против 18 × 120 мм на типе «Конте ди Кавур») с боекомплектом по 215 снарядов на ствол.

### Бронирование
Толщина главного броневого пояса высотой 2,8 м — 250 мм. К низу утончается до 170 мм, к носу — 80, к корме — 130 мм. Второй броневой пояс высотой 2,3 м — 220 мм находился выше первого. Носовой траверз — 130 мм, кормовой от верхней до средней палубы — 130, от средней до нижней — 76 мм.
Бронирование верхней палубы частичное — 32 мм — только над казематами вспомогательного калибра. Средняя броневая палуба — толщиной 30 мм. Нижняя палуба — 75-100 мм.
Бронирование башен главного калибра: лоб — 280, стенки — 240 мм, барбеты — 230 мм.

## Представители
| Название       | Место постройки  | Закладка        | Спуск на воду  | Вступление в строй | Судьба                                                   |
| -------------- | ---------------- | --------------- | -------------- | ------------------ | -------------------------------------------------------- |
| «Андреа Дориа» | Арсенале, Специя | 24 марта 1912   | 30 марта 1913  | 13 марта 1916      | В 1942 году выведен в резерв.                            |
| «Кайо Дуилио»  | Ансальдо         | 24 февраля 1912 | 24 апреля 1913 | 10 мая 1915        | В 1942 году выведен в резерв. В 1957 году пущен на слом. |

## Модернизация 1930-х гг.
Вслед за линкорами типа «Конте ди Кавур», в 1937—1940 гг. линкоры «Андреа Дориа» и «Кайо Дуилио» подверглись аналогичной глубокой модернизации машин, оружия и архитектуры. При этом учитывался опыт предшественников и новые достижения военной техники, поэтому обновлённые корабли отличались от «Джулио Чезаре» и «Конте ди Кавур» ещё сильнее, чем при постройке.
Носовая часть была надстроена вперёд с заменой форштевня (в отличие от «Конте ди Кавур», старый форштевень был срезан). Среднюю башню сняли, разместив на её месте новые машины и дымовые трубы. Корабли получили башенноподобную переднюю надстройку современного облика (более высокую, чем на типе «Конте ди Кавур»).
Орудия главного калибра были расточены до 320 мм, при этом из-за уменьшения толщины стенок начальную скорость снаряда пришлось снизить.
Вместо прежних противоминных орудий были установлены новые 135-мм пушки в 4 трёхорудийных башнях по бокам от носовой надстройки. 
На кораблях типа «Андреа Дориа» была установлена зенитная артиллерия дальнего боя, аналогичная более позднему типу «Литторио». Она состояла из вновь разработанных 90-мм пушек «Ансальдо» в 10 одноствольных закрытых установках по бортам в центральной части корпуса.
Модернизация включала также усиление бронирования и установку противоторпедной защиты системы Пульезе.

## Служба

### «Андреа Дориа»
Вступил в строй 13 марта 1916 года.
В Первую Мировую войну линкор действовал в Южной Адриатике и на Чёрном море.

Во время Второй Мировой войны «Андреа Дориа» сопровождал конвои и участвовал в некоторых сражениях. В 1942 году его вывели в резерв, а затем корабль сдался англичанам.

### «Кайо Дуилио»
Вступил в строй 10 мая 1915 года.
С 1941 года линкор участвовал в рейдах на английские конвои в Средиземном море, а также сопровождал итальянские конвои.
В 1942 году выведен в резерв. Сдался союзникам в сентябре 1943 года. До 1957 года использовался в качестве учебного судна, затем разобран на металл.